# Hopea nigra
Hopea nigra là một loài thực vật thuộc họ Dipterocarpaceae. Đây là loài đặc hữu của Indonesia.